# Kabinet-Tyler
Het kabinet-Tyler was de uitvoerende macht van de Amerikaanse overheid van 4 april 1841 tot 4 maart 1845. Vicepresident John Tyler uit Virginia van de Whig Partij was tijdens de presidentsverkiezingen van 1844 gekozen als "Running mate" van president William Henry Harrison en werd de 10e president van de Verenigde Staten toen president Harrison aan de gevolgen van een infectieziekte overleed; Tyler maakte vervolgens de termijn van Harrison af.
| Nr.     | Functie(s) | Functie(s)                            | Ambtsbekleder         | Ambtsbekleder                     | Ambtstermijn      | Ambtstermijn      | Partij(en) |
| ------- | ---------- | ------------------------------------- | --------------------- | --------------------------------- | ----------------- | ----------------- | ---------- |
| 10      |            | President van de Verenigde Staten     | John Tyler            | John Tyler (1790–1862)            | 4 april 1841      | 4 maart 1845      | W          |
|         |            | Vicepresident van de Verenigde Staten | [ 1 ]                 | [ 1 ]                             | [ 1 ]             | [ 1 ]             | [ 1 ]      |
| Kabinet |            |                                       |                       |                                   |                   |                   |            |
| Nr.     | Functie(s) | Functie(s)                            | Ambtsbekleder         | Ambtsbekleder                     | Ambtstermijn      | Ambtstermijn      | Partij(en) |
| 14      |            | Minister van Buitenlandse Zaken       | Daniel Webster        | Daniel Webster (1782–1852)        | 8 maart 1841      | 8 mei 1843        | W          |
| [ 4 ]   |            | Minister van Buitenlandse Zaken       | Hugh Legaré           | Hugh Legaré (1797–1843)           | 8 mei 1843        | 20 juni 1843      | D          |
| [ 4 ]   |            | Minister van Buitenlandse Zaken       |                       | William Derrick (1802–1852)       | 20 juni 1843      | 24 juni 1843      | O          |
| 15      |            | Minister van Buitenlandse Zaken       | Abel Upshur           | Abel Upshur (1790–1844)           | 24 juni 1843      | 28 februari 1844  | W          |
| [ 4 ]   |            | Minister van Buitenlandse Zaken       | John Nelson           | John Nelson (1791–1860)           | 28 februari 1844  | 1 april 1844      | W          |
| 16      |            | Minister van Buitenlandse Zaken       | John Calhoun          | John Calhoun (1782–1850)          | 1 april 1844      | 10 maart 1845     | D          |
| 14      |            | Minister van Financiën                | Thomas Ewing          | Thomas Ewing (1789–1873)          | 4 maart 1841      | 11 september 1841 | W          |
|         |            | Minister van Financiën                | Vacant                |                                   |                   |                   |            |
| 15      |            | Minister van Financiën                | Walter Forward        | Walter Forward (1786–1852)        | 13 september 1841 | 1 maart 1843      | W          |
|         |            | Minister van Financiën                | Vacant                |                                   |                   |                   |            |
| 16      |            | Minister van Financiën                | John Canfield Spencer | John Canfield Spencer (1788–1855) | 8 maart 1843      | 2 mei 1844        | W          |
|         |            | Minister van Financiën                | Vacant                |                                   |                   |                   |            |
| 17      |            | Minister van Financiën                | George Bibb           | George Bibb (1776–1859)           | 4 juli 1844       | 8 maart 1845      | D          |
| 16      |            | Minister van Oorlog                   | John Bell             | John Bell (1796–1869)             | 4 maart 1841      | 11 september 1841 | W          |
|         |            | Minister van Oorlog                   | Vacant                |                                   |                   |                   |            |
| 17      |            | Minister van Oorlog                   | John Canfield Spencer | John Canfield Spencer (1788–1855) | 12 oktober 1841   | 8 maart 1843      | W          |
|         |            | Minister van Oorlog                   | Vacant                |                                   |                   |                   |            |
| 18      |            | Minister van Oorlog                   | James Porter          | James Porter (1793–1862)          | 8 maart 1843      | 14 februari 1844  | W          |
| 19      |            | Minister van Oorlog                   | William Wilkins       | William Wilkins (1779–1865)       | 14 februari 1844  | 4 maart 1845      | D          |
| 12      |            | Minister van de Marine                | George Badger         | George Badger (1795–1866)         | 8 maart 1841      | 11 september 1841 | W          |
|         |            | Minister van de Marine                | Vacant                |                                   |                   |                   |            |
| 13      |            | Minister van de Marine                | Abel Upshur           | Abel Upshur (1790–1844)           | 11 oktober 1841   | 24 juli 1843      | W          |
| 14      |            | Minister van de Marine                | David Henshaw         | David Henshaw (1791–1852)         | 24 juli 1843      | 18 februari 1844  | D          |
| 15      |            | Minister van de Marine                | Thomas Gilmer         | Thomas Gilmer (1802–1844)         | 18 februari 1844  | 28 februari 1844  | D          |
|         |            | Minister van de Marine                | Vacant                |                                   |                   |                   |            |
| 16      |            | Minister van de Marine                | John Mason            | John Mason (1799–1859)            | 26 maart 1844     | 4 maart 1845      | D          |
| 15      |            | Minister van Justitie                 | John Crittenden       | John Crittenden (1787–1863)       | 4 maart 1841      | 11 september 1841 | W          |
|         |            | Minister van Justitie                 | Vacant                |                                   |                   |                   |            |
| 16      |            | Minister van Justitie                 | Hugh Legaré           | Hugh Legaré (1797–1843)           | 13 september 1841 | 20 juni 1843      | D          |
|         |            | Minister van Justitie                 | Vacant                |                                   |                   |                   |            |
| 17      |            | Minister van Justitie                 | John Nelson           | John Nelson (1791–1860)           | 1 juli 1843       | 4 maart 1845      | W          |
| 13      |            | Minister van Posterijen               | Francis Granger       | Francis Granger (1792–1866)       | 4 maart 1841      | 11 september 1841 | W          |
|         |            | Minister van Posterijen               | Vacant                |                                   |                   |                   |            |
| 14      |            | Minister van Posterijen               | Charles Wickliffe     | Charles Wickliffe (1788–1869)     | 13 september 1841 | 4 maart 1845      | D          |

Washington ·
J. Adams ·
Jefferson ·
Madison ·
Monroe ·
J.Q. Adams ·
Jackson ·
Van Buren ·
W.H. Harrison ·
Tyler ·
Polk ·
Taylor ·
Fillmore ·
Pierce ·
Buchanan ·
Lincoln ·
A. Johnson ·
Grant ·
Hayes ·
Garfield ·
Arthur ·
Cleveland I ·
B. Harrison ·
Cleveland II ·
McKinley ·
T. Roosevelt ·
Taft ·
Wilson ·
Harding ·
Coolidge ·
Hoover ·
F.D. Roosevelt ·
Truman ·
Eisenhower ·
Kennedy ·
L.B. Johnson ·
Nixon ·
Ford ·
Carter ·
Reagan ·
G.H.W. Bush ·
Clinton ·
G.W. Bush ·
Obama ·
Trump I ·
Biden ·
Trump II